# Matiasove, Berezanka
Matiasove (în ucraineană Матіясове) este localitatea de reședință a comunei Matiasove din raionul Berezanka, regiunea Mîkolaiiv, Ucraina.

## Demografie
Componența lingvistică a localității Matiasove
     Ucraineană (89,56%)
     Rusă (8,01%)
     Alte limbi (0,97%)
Conform recensământului din 2001, majoritatea populației localității Matiasove era vorbitoare de ucraineană (89,56%), existând în minoritate și vorbitori de rusă (8,01%).